# Gunma Prefectural Government Building
Le Gunma Prefectural Government Building (群馬県庁舎) est un gratte-ciel de 153,8 mètres de hauteur construit en 1999 dans la ville de Maebashi située au Japon au nord-ouest de Tokyo
C'est le plus haut immeuble de la Préfecture de Gunma et l'unique gratte-ciel de Maebashi ,.
L'architecte est la société japonaise AXS Satow Incorporated
L'immeuble abrite les locaux administratifs de la Préfecture de Gunma.